# Mycobacterium microti
Mycobacterium microti
- És un membre del complex de la tuberculosi Mycobacterium Mycobacterium tuberculosis complex (MTBC)
- També conegut com a bacil dels talpons ('Vole bacillus')
- Etimològicament, Microtus és un gènere que inclou el talpó.

## Descripció
Són bacils Gram-positius, no mòtils i amb resistència àcid alcohol (acid-fast).
Característiques de les colònies
- Colònia de morfologia variable, de color marró que pot ser rugosa o llisa.

Fisiologia
- Creix en medi de cultiu d'ou sense glicerol a 37 °C en 28–60 dies. Pot adoptar la tolerància al glicerol.
- Sensible a isoniazida, etambutol, rifampina, estreptomicina i pirazinamida.

Característiques diferencials
- Existeix un assaig d'hibridització comercial (AccuProbe) per identificar els membres del complex M. tuberculosi.
- Tots els membres del complex M. tuberculosi compareixen idèntics 16S rDNA i seqüències d'espaciadors de transcripció interns (ITS)

## Patogènesi
- És causa de tuberculosi adquirida generalitzada en els talpons.
- Recentment van Soolingen et al. van informar de la primera infecció en humans causada per M. microti
- En subcultiu repetit hi ha pèrdua de patogenicitat.
- Nivell de bioseguretat (Biosafety level) 3

## Soca tipus
Soca ATCC 19422 = CIP 104256 = NCTC 8710.